# Mostafa Mo'in
Mostafa Mo'in (en persan : مصطفی معین), aussi transcrit Moin ou Moeen, né le 1er avril 1951, est un homme politique iranien et un professeur de pédiatrie. Il est aussi conseiller de l'ancien président Mohammad Khatami. Il a été candidat à l'élection présidentielle de 2005. Sa campagne a été soutenue par certains partis et organisations réformistes, menés par le Front de participation à l'Iran islamique.

## Biographie
Mo'in est né en 1951 dans la ville de Najafabad. À l'âge de 18 ans, il a été accepté à l'Université de médecine de Chiraz. Après la révolution islamique, il est nommé président de l'Université de Shiraz. Il est élu en tant que député de Shiraz aux premières élections législatives du Majles en 1982.

## Ministre
Mo'in a été ministre de la culture et de l'éducation supérieure sous le mandat du président Hashemi Rafsanjani (1997-2000), et est ensuite devenu ministre de la Science, de la recherche et de la technologie (même poste mais avec un nom différente) sous le mandat de Mohammad Khatami (2000-2003).
En tant que ministre, Mo'in a démissionné deux fois. La première après les protestations étudiantes de 1999. La deuxième fois a eu lieu en juillet 2003, quand il a échoué à obtenir du conseil des gardiens de rediriger son ministère vers une plus grande « productivité scientifique ».

## Ambition présidentielle
Le 12 octobre 2004, Mir-Hossein Mousavi refuse de se présenter à l'élection présidentielle, ce qui pousse le Front de participation à l'Iran islamique à choisir Mo'in à la place. Les membres du parti ont vite annoncé sa nomination et Mo'in a accepté le 29 décembre 2004, étant ainsi le premier candidat à annoncer sa participation.
Contrairement aux sondages et contre l'attente générale, Mo'in est arrivé quatrième du premier tour avec 13,9 %, alors qu'on l'attendait dans le trio de tête. L'élection a donc connu un second tour entre Hashemi Rafsanjani et Mahmoud Ahmadinejad.
La campagne de Mo'in a été dirigée par Ali Shakouri Rad, et le candidat était soutenu par les organisations et partis suivants :
- Front de participation à l'Iran islamique ;
- Organisation des moudjahidines de la Révolution Islamique (sāzmān-e mojāhedin-e enghelāb-e eslāmi) ;
- Mouvement pour la libération de l'Iran (nehzat-e āzādi-e irān) ;
- Association islamique des groupes médicaux (anjoman-e eslāmi-e jāme'e-ye pezeshki) ;
- Association islamique des professeurs (anjoman-e eslāmi-e mo'allemān) ;
- Association islamique des maîtres de conférence (anjoman-e eslāmi-e modarresin-e dāneshgāh-hā).

## Carrière scientifique
Mostafa Mo'in est un des chercheurs de pointe en Iran dans le domaine de l'immunologie pédiatrique et des allergies. Il est actuellement président d'un centre de recherche affilié à l'université de Téhéran.